# Medetera neixiangensis
Medetera neixiangensis är en tvåvingeart som beskrevs av Yang och Saigusa 1999. Medetera neixiangensis ingår i släktet Medetera och familjen styltflugor.
Artens utbredningsområde är Henan (Kina). Inga underarter finns listade i Catalogue of Life.